# Bilan saison par saison du CSKA Moscou
Cet article présente le bilan par saison du CSKA Moscou, à savoir ses résultats en championnat, coupes nationales et coupes européennes depuis 1936.

## Bilan saison par saison

### Légende du tableau
| Champion / Vainqueur | Deuxième / Finaliste | Troisième | Promotion | Relégation |

### Période soviétique
| Saison                                                                                  | Championnat  | Championnat  | Championnat  | Championnat  | Championnat  | Championnat  | Championnat  | Championnat  | Championnat  | Coupe d'URSS        | Coupe d'Europe | Coupe d'Europe      | Meilleur(s) buteur(s)                                                   | Meilleur(s) buteur(s) | Entraîneur(s)                                                   |
| Saison                                                                                  | Division     | Pos          | Pts          | J            | V            | N            | D            | BP           | BC           | Coupe d'URSS        | C              | Résultat            | Joueur                                                                  | Buts                  | Entraîneur(s)                                                   |
| --------------------------------------------------------------------------------------- | ------------ | ------------ | ------------ | ------------ | ------------ | ------------ | ------------ | ------------ | ------------ | ------------------- | -------------- | ------------------- | ----------------------------------------------------------------------- | --------------------- | --------------------------------------------------------------- |
| 1936 (printemps)                                                                        | 1re          | 4e           | 11           | 6            | 2            | 1            | 3            | 13           | 18           | Seizièmes de finale | —              | —                   | Ievgueni Chelaguine (ru)                                                | 3                     | Pavel Khalkiopov (en)                                           |
| 1936 (automne)                                                                          | 1re          | 8e           | 11           | 7            | 2            | 0            | 5            | 9            | 20           | Seizièmes de finale | —              | —                   | Nikolaï Isaïev (ru) Ivan Mitronov (ru)                                  | 2                     | Pavel Khalkiopov (en)                                           |
| 1937                                                                                    | 1re          | 9e           | 23           | 16           | 3            | 1            | 12           | 18           | 43           | Demi-finales        | —              | —                   | Mikhaïl Kireïev (ru)                                                    | 5                     | Mikhaïl Rouchtchinski (en)                                      |
| 1938                                                                                    | 1re          | 2e           | 37           | 25           | 17           | 3            | 5            | 52           | 24           | 32es de finale      | —              | —                   | Grigori Fedotov                                                         | 19                    | Mikhaïl Rouchtchinski (en)                                      |
| 1939                                                                                    | 1re          | 3e           | 32           | 26           | 14           | 4            | 8            | 68           | 43           | Quarts de finale    | —              | —                   | Grigori Fedotov                                                         | 21                    | Mikhaïl Rouchtchinski (en)                                      |
| 1940                                                                                    | 1re          | 4e           | 29           | 24           | 10           | 9            | 5            | 46           | 35           | —                   | —              | —                   | Grigori Fedotov                                                         | 20                    | Sergueï Boukteïev (en)                                          |
| Aucune compétition disputée entre 1941 et 1943 en raison de la Seconde Guerre mondiale. |              |              |              |              |              |              |              |              |              |                     |                |                     |                                                                         |                       |                                                                 |
| 1944                                                                                    | Non-joué     | Non-joué     | Non-joué     | Non-joué     | Non-joué     | Non-joué     | Non-joué     | Non-joué     | Non-joué     | Finale              | —              | —                   | —                                                                       | —                     | Boris Arkadiev                                                  |
| 1945                                                                                    | 1re          | 2e           | 39           | 22           | 18           | 3            | 1            | 69           | 23           | Vainqueur           | —              | —                   | Vsevolod Bobrov                                                         | 24                    | Boris Arkadiev                                                  |
| 1946                                                                                    | 1re          | 1er          | 37           | 22           | 17           | 3            | 2            | 55           | 13           | Quarts de finale    | —              | —                   | Valentin Nikolaïev                                                      | 16                    | Boris Arkadiev                                                  |
| 1947                                                                                    | 1re          | 1er          | 40           | 24           | 17           | 6            | 1            | 61           | 16           | Demi-finales        | —              | —                   | Vsevolod Bobrov Valentin Nikolaïev                                      | 14                    | Boris Arkadiev                                                  |
| 1948                                                                                    | 1re          | 1er          | 41           | 26           | 19           | 3            | 4            | 82           | 30           | Vainqueur           | —              | —                   | Vsevolod Bobrov                                                         | 23                    | Boris Arkadiev                                                  |
| 1949                                                                                    | 1re          | 2e           | 51           | 34           | 22           | 7            | 5            | 86           | 30           | Demi-finales        | —              | —                   | Grigori Fedotov                                                         | 20                    | Boris Arkadiev                                                  |
| 1950                                                                                    | 1re          | 1er          | 53           | 36           | 20           | 13           | 3            | 91           | 31           | Demi-finales        | —              | —                   | Boris Koverznev (ru)                                                    | 21                    | Boris Arkadiev                                                  |
| 1951                                                                                    | 1re          | 1er          | 43           | 28           | 18           | 7            | 3            | 53           | 19           | Vainqueur           | —              | —                   | Viatcheslav Soloviov                                                    | 10                    | Boris Arkadiev                                                  |
| 1952-1953                                                                               | Club inactif | Club inactif | Club inactif | Club inactif | Club inactif | Club inactif | Club inactif | Club inactif | Club inactif | Club inactif        | Club inactif   | Club inactif        | Club inactif                                                            | Club inactif          | Club inactif                                                    |
| 1954                                                                                    | 1re          | 6e           | 24           | 24           | 8            | 8            | 8            | 30           | 29           | Quarts de finale    | —              | —                   | Viktor Fiodorov (ru)                                                    | 6                     | Grigori Pinaïtchev (en)                                         |
| 1955                                                                                    | 1re          | 3e           | 31           | 22           | 12           | 7            | 3            | 35           | 20           | Vainqueur           | —              | —                   | Iouri Beliaïev (en)                                                     | 9                     | Grigori Pinaïtchev (en)                                         |
| 1956                                                                                    | 1re          | 3e           | 25           | 22           | 10           | 5            | 7            | 40           | 32           | —                   | —              | —                   | Iouri Beliaïev (en)                                                     | 15                    | Grigori Pinaïtchev (en)                                         |
| 1957                                                                                    | 1re          | 5e           | 27           | 22           | 12           | 2            | 8            | 51           | 31           | Demi-finales        | —              | —                   | Vassili Bouzounov                                                       | 16                    | Grigori Pinaïtchev (en)                                         |
| 1958                                                                                    | 1re          | 3e           | 27           | 22           | 9            | 9            | 4            | 40           | 25           | Huitièmes de finale | —              | —                   | German Apukhtin                                                         | 10                    | Boris Arkadiev                                                  |
| 1959                                                                                    | 1re          | 9e           | 19           | 22           | 8            | 3            | 11           | 29           | 27           | —                   | —              | —                   | German Apukhtin                                                         | 9                     | Boris Arkadiev                                                  |
| 1960                                                                                    | 1re          | 6e           | 32           | 30           | 15           | 2            | 13           | 45           | 35           | Huitièmes de finale | —              | —                   | Vladimir Strechni (ru)                                                  | 12                    | Grigori Pinaïtchev (en)                                         |
| 1961                                                                                    | 1re          | 4e           | 38           | 30           | 16           | 6            | 8            | 61           | 43           | 32es de finale      | —              | —                   | Aleksei Mamykin                                                         | 18                    | Konstantin Beskov                                               |
| 1962                                                                                    | 1re          | 4e           | 40           | 32           | 14           | 12           | 6            | 39           | 22           | Seizièmes de finale | —              | —                   | Vladimir Fedotov                                                        | 6                     | Konstantin Beskov                                               |
| 1963                                                                                    | 1re          | 7e           | 45           | 38           | 14           | 17           | 7            | 39           | 27           | Seizièmes de finale | —              | —                   | Vladimir Fedotov                                                        | 8                     | Viatcheslav Soloviov                                            |
| 1964                                                                                    | 1re          | 3e           | 43           | 32           | 16           | 11           | 5            | 49           | 23           | Quarts de finale    | —              | —                   | Vladimir Fedotov                                                        | 16                    | Viatcheslav Soloviov Valentin Nikolaïev                         |
| 1965                                                                                    | 1re          | 3e           | 38           | 32           | 14           | 10           | 8            | 38           | 24           | Huitièmes de finale | —              | —                   | Boris Kazakov                                                           | 15                    | Valentin Nikolaïev                                              |
| 1966                                                                                    | 1re          | 5e           | 41           | 36           | 16           | 9            | 11           | 60           | 45           | Seizièmes de finale | —              | —                   | Boris Kazakov                                                           | 15                    | Sergueï Chapochnikov (en)                                       |
| 1967                                                                                    | 1re          | 9e           | 36           | 36           | 12           | 12           | 12           | 35           | 35           | Finale              | —              | —                   | Taras Chouliatitski (ru)                                                | 6                     | Sergueï Chapochnikov (en) Alekseï Kalinine (ru) Vsevolod Bobrov |
| 1968                                                                                    | 1re          | 4e           | 50           | 38           | 20           | 10           | 8            | 50           | 30           | Huitièmes de finale | —              | —                   | Vladimir Polikarpov (ru)                                                | 10                    | Vsevolod Bobrov                                                 |
| 1969                                                                                    | 1re          | 6e           | 37           | 32           | 13           | 11           | 8            | 25           | 18           | Demi-finales        | —              | —                   | Berador Abduraimov                                                      | 7                     | Vsevolod Bobrov                                                 |
| 1970                                                                                    | 1re          | 1er          | 48           | 32           | 20           | 5            | 7            | 46           | 17           | Huitièmes de finale | —              | —                   | Boris Kopeïkine                                                         | 15                    | Valentin Nikolaïev                                              |
| 1971                                                                                    | 1re          | 12e          | 26           | 30           | 7            | 12           | 11           | 34           | 36           | Huitièmes de finale | C1             | Deuxième tour       | Boris Kopeïkine                                                         | 8                     | Valentin Nikolaïev                                              |
| 1972                                                                                    | 1re          | 5e           | 34           | 30           | 15           | 4            | 11           | 37           | 33           | Demi-finales        | —              | —                   | Vladimir Dorofeïev (ru) Vladimir Polikarpov (ru) Vilhelm Tellinher (en) | 6                     | Valentin Nikolaïev                                              |
| 1973                                                                                    | 1re          | 10e          | 25           | 30           | 10           | 9            | 11           | 33           | 36           | Quarts de finale    | —              | —                   | Vladimir Dorofeïev (ru)                                                 | 9                     | Valentin Nikolaïev                                              |
| 1974                                                                                    | 1re          | 13e          | 26           | 30           | 7            | 12           | 11           | 28           | 33           | Huitièmes de finale | —              | —                   | Vladimir Fedotov Iouri Smirnov (ru)                                     | 5                     | Vladimir Agapov (en)                                            |
| 1975                                                                                    | 1re          | 13e          | 25           | 30           | 6            | 13           | 11           | 29           | 36           | Demi-finales        | —              | —                   | Boris Kopeïkine                                                         | 13                    | Anatoli Tarassov                                                |
| 1976 (printemps)                                                                        | 1re          | 7e           | 15           | 15           | 5            | 5            | 5            | 20           | 16           | Quarts de finale    | —              | —                   | Boris Kopeïkine                                                         | 6                     | Aleksei Mamykin                                                 |
| 1976 (automne)                                                                          | 1re          | 7e           | 15           | 15           | 5            | 5            | 5            | 21           | 16           | Quarts de finale    | —              | —                   | Boris Kopeïkine                                                         | 8                     | Aleksei Mamykin                                                 |
| 1977                                                                                    | 1re          | 14e          | 27           | 30           | 5            | 17           | 8            | 28           | 39           | Huitièmes de finale | —              | —                   | Iouri Tchesnokov                                                        | 12                    | Aleksei Mamykin Vsevolod Bobrov                                 |
| 1978                                                                                    | 1re          | 6e           | 32           | 30           | 14           | 4            | 12           | 36           | 40           | Huitièmes de finale | —              | —                   | Alekseï Belenkov (en)                                                   | 8                     | Vsevolod Bobrov                                                 |
| 1979                                                                                    | 1re          | 8e           | 32           | 34           | 12           | 8            | 14           | 46           | 46           | Demi-finales        | —              | —                   | Iouri Tchesnokov                                                        | 16                    | Sergueï Chapochnikov (en)                                       |
| 1980                                                                                    | 1re          | 5e           | 36           | 34           | 13           | 12           | 9            | 36           | 32           | Huitièmes de finale | —              | —                   | Aleksandr Tarkhanov                                                     | 14                    | Oleg Bazilevitch (en)                                           |
| 1981                                                                                    | 1re          | 6e           | 37           | 34           | 14           | 9            | 11           | 39           | 33           | Seizièmes de finale | C3             | Premier tour        | Iouri Tchesnokov                                                        | 9                     | Oleg Bazilevitch (en)                                           |
| 1982                                                                                    | 1re          | 15e          | 29           | 34           | 10           | 9            | 15           | 41           | 46           | Phase de groupes    | —              | —                   | Aleksandr Tarkhanov                                                     | 16                    | Oleg Bazilevitch (en) Albert Chesternev                         |
| 1983                                                                                    | 1re          | 12e          | 32           | 34           | 11           | 12           | 11           | 37           | 33           | Demi-finales        | —              | —                   | Viktor Koliadko (en)                                                    | 13                    | Albert Chesternev Sergueï Chapochnikov (en)                     |
| 1984                                                                                    | 1re          | 18e          | 19           | 34           | 5            | 9            | 20           | 24           | 55           | Quarts de finale    | —              | —                   | Guennadi Stromberger (ru)                                               | 4                     | Iouri Morozov                                                   |
| 1985                                                                                    | 2e           | 2e           | 54           | 42           | 21           | 14           | 7            | 81           | 37           | Quarts de finale    | —              | —                   | Valeri Shmarov                                                          | 29                    | Iouri Morozov                                                   |
| 1986                                                                                    | 2e           | 1er          | 63           | 47           | 27           | 9            | 11           | 65           | 35           | Seizièmes de finale | —              | —                   | Sergueï Berezine                                                        | 19                    | Iouri Morozov                                                   |
| 1987                                                                                    | 1re          | 15e          | 24           | 30           | 7            | 11           | 12           | 26           | 35           | Seizièmes de finale | —              | —                   | Vladimir Tatarchouk                                                     | 6                     | Iouri Morozov Sergueï Chapochnikov (en)                         |
| 1988                                                                                    | 2e           | 3e           | 56           | 42           | 23           | 10           | 9            | 69           | 35           | Huitièmes de finale | —              | —                   | Vitali Masalitine (en)                                                  | 16                    | Sergueï Chapochnikov (en)                                       |
| 1989                                                                                    | 2e           | 1er          | 64           | 42           | 27           | 10           | 5            | 113          | 28           | 64es de finale      | —              | —                   | Vitali Masalitine (en)                                                  | 32                    | Pavel Sadyrine                                                  |
| 1990                                                                                    | 1re          | 2e           | 31           | 24           | 13           | 5            | 6            | 43           | 26           | Demi-finales        | —              | —                   | Vitali Masalitine (en) Igor Korneïev                                    | 8                     | Pavel Sadyrine                                                  |
| 1991                                                                                    | 1re          | 1er          | 43           | 30           | 17           | 9            | 4            | 57           | 32           | Vainqueur           | C2             | Seizièmes de finale | Dmitri Kuznetsov                                                        | 12                    | Pavel Sadyrine                                                  |
| Finale                                                                                  | 1re          |              |              |              |              |              |              |              |              |                     |                |                     |                                                                         |                       |                                                                 |

1. ↑  Ne prend en compte que les statistiques en championnat.
2. ↑  Le club est dissous pour les saisons 1952 et 1953 en raison des mauvais résultats obtenus par l'équipe soviétique, composée en majorité de joueurs de ce qui s'appelle alors le CDKA, lors du tournoi olympique de football des Jeux de 1952 à Helsinki.

### Période russe
| Saison    | Championnat | Championnat | Championnat | Championnat | Championnat | Championnat | Championnat | Championnat | Championnat | Championnat | Coupe de Russie     | Supercoupe de Russie | Coupe d'Europe | Coupe d'Europe      | Meilleur(s) buteur(s)                     | Meilleur(s) buteur(s) | Entraîneur(s)                            |
| Saison    | Division    | Pos         | Pts         | J           | V           | N           | D           | BP          | BC          | Diff        | Coupe de Russie     | Supercoupe de Russie | C              | Résultat            | Joueur                                    | Buts                  | Entraîneur(s)                            |
| --------- | ----------- | ----------- | ----------- | ----------- | ----------- | ----------- | ----------- | ----------- | ----------- | ----------- | ------------------- | -------------------- | -------------- | ------------------- | ----------------------------------------- | --------------------- | ---------------------------------------- |
| 1992      | 1re         | 5e          | 37          | 32          | 14          | 9           | 9           | 54          | 39          | +15         | —                   | —                    | C1             | Quarts de finale    | Aleksandr Grichine (en)                   | 10                    | Pavel Sadyrine Guennadi Kostylev         |
| 1993      | 1re         | 9e          | 30          | 34          | 12          | 6           | 16          | 43          | 45          | -2          | Finale              | —                    | —              | —                   | Oleg Sergueïev Ilshat Faïzouline          | 8                     | Guennadi Kostylev Boris Kopeïkine        |
| 1994      | 1re         | 10e         | 26          | 30          | 8           | 10          | 12          | 30          | 32          | -2          | Finale              | —                    | C2             | Seizièmes de finale | Oleg Sergueïev Ilshat Faïzouline          | 5                     | Boris Kopeïkine Aleksandr Tarkhanov      |
| 1995      | 1re         | 6e          | 53          | 30          | 16          | 5           | 9           | 56          | 34          | +22         | Huitièmes de finale | —                    | —              | —                   | Dmitri Karssakov (en)                     | 10                    | Aleksandr Tarkhanov                      |
| 1996      | 1re         | 5e          | 66          | 34          | 20          | 6           | 8           | 58          | 35          | +23         | Quarts de finale    | —                    | C3             | Premier tour        | Alekseï Guerasimov (en) Dmitri Khokhlov   | 10                    | Aleksandr Tarkhanov                      |
| 1997      | 1re         | 12e         | 42          | 34          | 11          | 9           | 14          | 31          | 42          | -11         | Huitièmes de finale | —                    | —              | —                   | Vladimir Koulik                           | 9                     | Pavel Sadyrine                           |
| 1998      | 1re         | 2e          | 56          | 30          | 17          | 5           | 8           | 50          | 22          | +28         | Quarts de finale    | —                    | —              | —                   | Vladimir Koulik                           | 14                    | Pavel Sadyrine Oleg Dolmatov             |
| 1999      | 1re         | 3e          | 65          | 30          | 20          | 5           | 5           | 62          | 30          | +32         | Quarts de finale    | —                    | C1             | Deuxième tour Q     | Vladimir Koulik                           | 15                    | Oleg Dolmatov                            |
| 2000      | 1re         | 8e          | 41          | 30          | 12          | 5           | 13          | 45          | 39          | +6          | Finale              | —                    | C3             | Premier tour        | Vladimir Koulik                           | 10                    | Oleg Dolmatov Pavel Sadyrine             |
| 2001      | 1re         | 7e          | 47          | 30          | 12          | 11          | 7           | 39          | 30          | +9          | Huitièmes de finale | —                    | —              | —                   | Predrag Ranđelović (en)                   | 8                     | Pavel Sadyrine Aleksandr Kouznetsov (en) |
| 2002      | 1re         | 2e          | 66          | 31          | 21          | 3           | 7           | 60          | 27          | +33         | Vainqueur           | —                    | C3             | Premier tour        | Rolan Goussev Dmitri Kiritchenko          | 15                    | Valeri Gazzaev                           |
| 2003      | 1re         | 1er         | 59          | 30          | 17          | 8           | 5           | 56          | 32          | +24         | Seizièmes de finale | Finale               | C1             | Deuxième tour Q     | Rolan Goussev                             | 9                     | Valeri Gazzaev                           |
| 2004      | 1re         | 2e          | 60          | 30          | 17          | 9           | 4           | 53          | 22          | +31         | Quarts de finale    | Vainqueur            | C1             | Phase de groupes    | Vágner Love Dmitri Kiritchenko Ivica Olić | 9                     | Valeri Gazzaev                           |
| 2004      | 1re         | 2e          | 60          | 30          | 17          | 9           | 4           | 53          | 22          | +31         | Quarts de finale    | Vainqueur            | C3             | Vainqueur           | Vágner Love Dmitri Kiritchenko Ivica Olić | 9                     | Valeri Gazzaev                           |
| 2005      | 1re         | 1er         | 62          | 30          | 18          | 8           | 4           | 48          | 20          | +28         | Vainqueur           | —                    | C3             | Phase de groupes    | Ivica Olić                                | 10                    | Valeri Gazzaev                           |
| 2006      | 1re         | 1er         | 58          | 30          | 17          | 6           | 6           | 47          | 28          | +19         | Vainqueur           | Vainqueur            | C1             | Phase de groupes    | Jô                                        | 14                    | Valeri Gazzaev                           |
| 2006      | 1re         | 1er         | 58          | 30          | 17          | 6           | 6           | 47          | 28          | +19         | Vainqueur           | Vainqueur            | C3             | Seizièmes de finale | Jô                                        | 14                    | Valeri Gazzaev                           |
| 2007      | 1re         | 3e          | 53          | 30          | 14          | 11          | 5           | 43          | 24          | +19         | Huitièmes de finale | Vainqueur            | C1             | Phase de groupes    | Jô Vágner Love                            | 13                    | Valeri Gazzaev                           |
| 2008      | 1re         | 2e          | 56          | 30          | 16          | 8           | 6           | 51          | 24          | +27         | Vainqueur           | —                    | C3             | Huitièmes de finale | Vágner Love                               | 20                    | Valeri Gazzaev                           |
| 2009      | 1re         | 5e          | 52          | 30          | 16          | 4           | 10          | 48          | 30          | +18         | Vainqueur           | Vainqueur            | C1             | Quarts de finale    | Miloš Krasić Tomáš Necid                  | 9                     | Zico Juande Ramos Leonid Sloutski        |
| 2010      | 1re         | 2e          | 62          | 30          | 18          | 8           | 4           | 51          | 22          | +29         | Seizièmes de finale | Finale               | C3             | Huitièmes de finale | Vágner Love                               | 9                     | Leonid Sloutski                          |
| 2011-2012 | 1re         | 3e          | 73          | 44          | 19          | 16          | 9           | 72          | 47          | +25         | Vainqueur           | Finale               | C1             | Huitièmes de finale | Seydou Doumbia                            | 28                    | Leonid Sloutski                          |
| 2011-2012 | 1re         | 3e          | 73          | 44          | 19          | 16          | 9           | 72          | 47          | +25         | Seizièmes de finale | Finale               |                |                     |                                           |                       |                                          |
| 2012-2013 | 1re         | 1er         | 64          | 30          | 20          | 4           | 6           | 49          | 25          | +24         | Vainqueur           | —                    | C3             | Barrages Q          | Ahmed Musa                                | 11                    | Leonid Sloutski                          |
| 2013-2014 | 1re         | 1er         | 64          | 30          | 20          | 4           | 6           | 49          | 26          | +23         | Demi-finales        | Vainqueur            | C1             | Phase de groupes    | Seydou Doumbia                            | 18                    | Leonid Sloutski                          |
| 2014-2015 | 1re         | 2e          | 60          | 30          | 19          | 3           | 8           | 67          | 27          | +40         | Demi-finales        | Vainqueur            | C1             | Phase de groupes    | Roman Eremenko                            | 13                    | Leonid Sloutski                          |
| 2015-2016 | 1re         | 1er         | 65          | 30          | 20          | 5           | 5           | 51          | 25          | +26         | Finale              | —                    | C1             | Phase de groupes    | Ahmed Musa                                | 13                    | Leonid Sloutski                          |
| 2016-2017 | 1re         | 2e          | 62          | 30          | 18          | 8           | 4           | 47          | 15          | +32         | Seizièmes de finale | Finale               | C1             | Phase de groupes    | Vitinho Bibras Natkho Fiodor Chalov       | 6                     | Leonid Sloutski Viktor Goncharenko       |
| 2017-2018 | 1re         | 2e          | 60          | 30          | 18          | 6           | 6           | 41          | 21          | +20         | Seizièmes de finale | —                    | C1             | Phase de groupes    | Vitinho                                   | 10                    | Viktor Goncharenko                       |
| 2017-2018 | 1re         | 2e          | 60          | 30          | 18          | 6           | 6           | 41          | 21          | +20         | Seizièmes de finale | —                    | C3             | Quarts de finale    | Vitinho                                   | 10                    | Viktor Goncharenko                       |
| 2018-2019 | 1re         | 4e          | 51          | 30          | 14          | 9           | 7           | 46          | 23          | +23         | Seizièmes de finale | Vainqueur            | C1             | Phase de groupes    | Fiodor Chalov                             | 15                    | Viktor Goncharenko                       |
| 2019-2020 | 1re         | 4e          | 50          | 30          | 14          | 8           | 8           | 43          | 29          | +14         | Quarts de finale    | —                    | C3             | Phase de groupes    | Nikola Vlašić                             | 12                    | Viktor Goncharenko                       |
| 2020-2021 | 1re         | 6e          | 50          | 30          | 15          | 5           | 10          | 51          | 33          | +18         | Demi-finales        | —                    | C3             | Phase de groupes    | Nikola Vlašić                             | 12                    | Viktor Goncharenko Ivica Olić            |
| 2021-2022 | 1re         | 5e          | 50          | 30          | 15          | 5           | 10          | 42          | 29          | +13         | Quarts de finale    | —                    | —              | —                   | Yusuf Yazıcı                              | 8                     | Alexeï Bérézoutski                       |
| 2022-2023 | 1re         | 2e          | 58          | 30          | 17          | 7           | 6           | 56          | 27          | +29         | Vainqueur           | —                    | —              | —                   |                                           |                       | Vladimir Fedotov                         |

1. ↑  Ne prend en compte que les statistiques en championnat.